# 알제리 우주국
알제리 우주국(Algerian Space Agency, ASAL, 프랑스어: Agence Spatiale algérienne, 아랍어: الوكالة البصائية الجسائرية, 로마자 표기: Al-Wakāla al-Faḍā'iyya al-Jazā'iriyya)은 2002년 1월 16일 알제 부자레아에서 설립되었다. 이 기관은 알제리 우주 프로그램을 담당하고 있으며 5개의 다른 위성을 비행시켰다.

## 목표
알제리 우주국은 다음을 희망한다.
- 정부에 우주 활동 분야의 국가 전략 요소를 제안하고 그 실행을 보장
- 국가역량 강화를 위한 우주인프라 구축
- 다양한 관련 분야와 관련된 국가 우주 활동을 개발하고 모니터링 및 평가를 보장하기 위해 연간 및 다년간 프로그램을 구현
- 국가적 관심사에 가장 적합한 정부에 제안하고 국가를 대신하여 우주 시스템의 설계, 구현 및 운영을 제공
- 국가 수요에 맞는 양자 및 다자 협력 정책을 정부에 제공
- 우주 활동 분야의 지역 및 국제 협정에서 국가의 의무로 인해 발생하는 약속에 대한 모니터링 및 평가